# Bill Butler (direttore della fotografia)
Wilmer C. Butler, detto Bill (Cripple Creek, 7 aprile 1921 – Los Angeles, 5 aprile 2023), è stato un direttore della fotografia statunitense.

## Biografia
Wilmer Cable Butler nacque il 7 aprile 1921 a Cripple Creek, in Colorado. Trascorse i primi cinque anni della sua vita vivendo in una capanna di tronchi in una fattoria nel Colorado, dove i suoi genitori erano contadini. Si trasferì con la famiglia nella zona della Contea di Henry quando aveva 5 anni e crebbe a Mount Pleasant, Iowa, dove si diplomò alla Mount Pleasant High School nel 1940.
Si laureò in Ingegneria all'Università dell'Iowa.
È morto il 5 aprile 2023, due giorni prima di compiere 102 anni.

## Filmografia parziale
- Fearless Frank, regia di Philip Kaufman (1967)
- Non torno a casa stasera (The Rain People), regia di Francis Ford Coppola (1969)
- Yellow 33 (Drive, He Said), regia di Jack Nicholson (1971)
- Vampire Story (The Return of Count Yorga), regia di Bob Kelljan (1971)
- Melinda, regia di Hugh A. Robertson (1972)
- Un tranquillo weekend di paura (Deliverance), regia di John Boorman (1972)
- La morte arriva con la valigia bianca (Hickey & Boggs), regia di Robert Culp (1972)
- La conversazione (The Conversation), regia di Francis Ford Coppola (1974)
- Lo squalo (Jaws), regia di Steven Spielberg (1975)
- Qualcuno volò sul nido del cuculo (One Flew Over the Cuckoo's Nest), regia di Miloš Forman (1975)
- Stupro (Lipstick), regia di Lamont Johnson (1976)
- The Bingo Long Traveling All-Stars & Motor Kings, regia di John Badham (1976)
- La zingara di Alex (Alex & the Gypsy), regia di John Korty (1976)
- Generazione Proteus (Demon Seed), regia di Donald Cammell (1977)
- Grease, regia di Randal Kleiser (1978)
- Capricorn One, regia di Peter Hyams (1978)
- Castelli di ghiaccio (Ice Castles), regia di Donald Wrye (1978)
- La maledizione di Damien (Damien: Omen II), regia di Don Taylor (1978)
- Uncle Joe Shannon, regia di Joseph C. Hanwright (1978)
- Rocky II, regia di Sylvester Stallone (1979)
- Can't Stop the Music, regia di Nancy Walker (1980)
- Amarti a New York (It's My Turn), regia di Claudia Weill (1980)
- Stripes - Un plotone di svitati (Stripes), regia di Ivan Reitman (1981)
- Brisby e il segreto di NIMH (The Secret of NIMH), regia di Don Bluth (1982)
- Rocky III, regia di Sylvester Stallone (1982)
- La stangata II (The Sting II), regia di Jeremy Kagan (1983)
- Uccelli di rovo (The Thorn Birds), regia di Daryl Duke (1983)
- Rocky IV, regia di Sylvester Stallone (1985)
- Il grande imbroglio (Big Trouble), regia di John Cassavetes (1986)
- Fievel sbarca in America (An American Tail), regia di Don Bluth (1986)
- Wildfire - All'improvviso un maledetto amore (Wildfire), regia di Zalman King (1988)
- La bambola assassina (Child's Play), regia di Tom Holland (1988)
- Action Jackson, regia di Craig R. Baxley (1988)
- Graffiti Bridge, regia di Prince (1990)
- Hot Shots!, regia di Jim Abrahams (1991)
- Un piedipiatti e mezzo (Cop and a Half), regia di Henry Winkler (1993)
- Beethoven 2 (Beethoven's 2nd), regia di Rod Daniel (1993)
- One Shot One Kill - A colpo sicuro (Sniper), regia di Luis Llosa (1993)
- Flipper, regia di Alan Shapiro (1996)
- Don King - Una storia tutta americana (Don King: Only in America), regia di John Herzfeld – film TV (1997)
- Anaconda, regia di Luis Llosa (1997)
- L'impostore (Deceiver), regia di Jonas Pate (1997)
- Frailty - Nessuno è al sicuro (Frailty), regia di Bill Paxton (2001)

## Riconoscimenti
- Premio Oscar
  - 1976 - Candidatura per la miglior fotografia (Qualcuno volò sul nido del cuculo)
- BAFTA alla migliore fotografia
  - 1977 - Qualcuno volò sul nido del cuculo